# CV Большой Медведицы
CV Большой Медведицы (лат. CV Ursae Majoris), HD 96453 — одиночная переменная звезда в созвездии Большой Медведицы на расстоянии приблизительно 1878 световых лет (около 576 парсеков) от Солнца. Видимая звёздная величина звезды — от +10,3m до +9,3m.

## Характеристики
CV Большой Медведицы — оранжевая пульсирующая медленная неправильная переменная звезда (LB) спектрального класса K5.